# Microdon gaigei
Microdon gaigei är en tvåvingeart som beskrevs av Steyskal 1953. Microdon gaigei ingår i släktet myrblomflugor, och familjen blomflugor.
Artens utbredningsområde är Panama. Inga underarter finns listade i Catalogue of Life.